# Christian Konrad Jakob Dassel
Christian Konrad Jakob Dassel (* 16. März 1768 in Harxbüttel; † 8. Januar 1845 in Stadthagen) war ein deutscher evangelischer Geistlicher und Pädagoge.
Nach der Grundschulbildung kam er auf Initiative des örtlichen Predigers in das Waisenhaus in Halle (Saale) (heute Franckesche Stiftungen). Ab 1788 studierte er Theologie an der Universität Halle. Auf Empfehlung von August Hermann Niemeyer wurde er 1791 Lehrer in Hamburg-Hamm an der von Caroline Rudolphi dort gegründeten und später nach Heidelberg verlegten und von Emilie Heins fortgeführten Erziehungsanstalt, und drei Jahre später Lehrer an der Hoftöchterschule in Hannover. 1796 wurde er Prediger am Schloß Ricklingen, 1800 in Hohenbostel (Barsinghausen) und 1806 in Stadthagen. Er verfasste zahlreiche Werke zu pädagogischen und theologischen Themen.

## Werke (Auswahl)
- 1790: Vorschlag zu einer neuen Methode, so wohl des schriftlichen, als mündlichen geographischen Unterrichts, um, neben der blossen Anfüllung des Gedächtnisses, auch den Verstand aufzuklären und das Herz zu bilden
- 1797: Merkwürdige Reisen der Gutmannschen Familie: ein Weihnachtsgeschenk für die Jugend
- 1811: Commentar des hannöverschen Landescatechismus für Schullehrer und Prediger
- 1818: Über den Verfall des öffentlichen Religions-Cultus in theologischer Hinsicht
- 1819: Historische Beschreibung der St.-Martini-Kirche (Stadthagen)